# Little Belize
Pequeña Belice (oficialmente en idioma inglés: Little Belize) es una ciudad del distrito de Corozal, en Belice. En el último censo realizado en 2000, su población era de 2.059 habitantes. A mediados de 2005, la población estimada de la ciudad era de 2200 habitantes.

## Demografía
La mayoría de la población es una comunidad de menonitas, se habla principalmente el plautdietsch, además de inglés y español.